# ماكسي ماكان
ماكسي ماكان (بالإنجليزية: Maxie McCann)‏ (4 مارس 1934 بدبلن في جمهورية أيرلندا - ) هو لاعب كرة قدم أيرلندي في مركز الهجوم. شارك مع Republic of Ireland national football B team ‏ ومنتخب جمهورية أيرلندا لكرة القدم. أما مع النوادي، فقد لعب مع نادي دوندالك ونادي شامروك روفرز وTransport F.C. ‏ ونادي درومكوندرا ‏ ودوري أيرلندا الحادي عشر ‏.